# Kurt Haymann
Kurt Haymann (* 10. Mai 1955 in München) ist ein ehemaliger deutscher Unternehmer und Politiker (Bündnis 90/Die Grünen). Von 1995 bis 1997 war er Landesvorsitzender von Bündnis 90/Die Grünen Bayern, von 2002 bis 2004 und von 2009 bis 2010 war er Mitglied im Koordinierungskreis von attac.

## Leben
Haymann studierte Gymnasiallehramt für Geschichte, Sozialkunde und Sport und war nach dem Staatsexamen zunächst an einer Waldorfschule tätig. Dann machte er sich als Squash-Lehrer und geschäftsführender Gesellschafter eines Kultur- und Freizeitzentrums selbständig und verfasste mehrere Bücher über diese Sportart. Die Firma geriet in wirtschaftliche Schwierigkeiten, 1995 wurde sie infolge Insolvenzabweisung mangels Masse aufgelöst.
Haymann war Mitbegründer der bayerischen Grünen und von 1995 bis 1997 deren Landesvorsitzender, trat jedoch 2001 dort aus. Seit 2000 engagiert er sich beim globalisierungskritischen Netzwerk Attac, in dessen Koordinierungskreis (Bundesvorstand) er 2002 gewählt wurde.
2003 wurde er Geschäftsführer der Gaststätten-GmbH im Münchner Eine-Welt-Haus, die 2004 in Insolvenz ging. 2005 schied er aus dem  Attac-Koordinierungskreis aus. Von 2009 bis 2010 war er erneut Mitglied im Attac-Koordinierungskreis.
Heute ist er als Psychotherapeut tätig.